# Jitsugyo no Nihon Sha
Jitsugyo no Nihon Sha, Ltd. (実業之日本社, Jitsugyō no nihon sha) est une maison d'édition japonaise créée en 1897.

## Magazines

### Mensuels
- Body+
- Comic Candoll
- GarrRV
- Garuru
- Misty
- Monthly Bijutsu
- Monthly J-novel
- Waggle

### Hebdomadaires
- Kabuka Yohō
- NAIL VENUS

### Anciens magazines
- Jitsugyō no Nihon
- Fujin Sekai
- Nihon shōnen
- Shōjo no tomo
- Manga Sunday
- My Birthday